# Генеральная прокуратура Узбекистана
Генеральная прокуратура Республики Узбекистан (узб. Oʻzbekiston Respublikasi Bosh prokuraturasi / Ўзбекистон Республикаси Бош прокуратураси) — центральный государственный орган исполнительной власти, осуществляющий надзор за соблюдением Конституции и законов Республики Узбекистан, а также координирующий деятельность правоохранительных органов по борьбе с преступностью и обеспечению законности.

## История
Генеральная прокуратура была учреждена в 1992 году после обретения независимости Республики Узбекистан, взяв на себя функции прокуратуры Узбекской ССР и прокуратуры СССР, действовавшей на территории республики. С момента создания орган претерпел несколько реформ и структурных изменений, направленных на повышение эффективности контроля за законностью.

## Основные функции
Согласно Закону Республики Узбекистан «О прокуратуре», Генеральная прокуратура выполняет следующие ключевые задачи:
- Надзор за точным и единообразным исполнением Конституции и законов на всей территории республики;
- Поддержание государственного обвинения в суде;
- Координация деятельности правоохранительных и других государственных органов в борьбе с преступностью;
- Проведение проверки соблюдения прав и свобод граждан, обеспечение законности в деятельности государственных учреждений;
- Участие в подготовке нормативно-правовых актов и законодательных инициатив;[2]
- Организация противодействия коррупции и другим правонарушениям.

## Структура
Генеральная прокуратура состоит из центрального аппарата и территориальных прокуратур, включая городские, районные и специализированные подразделения, что обеспечивает комплексный надзор на всех уровнях власти.

## Руководство
Генеральным прокурором Республики Узбекистан с [указать дату] является Нигматилла Тулкинович Йулдошев. Он назначается Президентом страны и подотчётен Олий Мажлису и Президенту Республики.

## Штаб-квартира
Адрес Генеральной прокуратуры:  
100047, Республика Узбекистан, г. Ташкент, улица Я. Гулямова, дом 66.

## Численность персонала
На 2024 год в Генеральной прокуратуре и её подведомственных органах работают около 11 000 сотрудников.

## Функции
Органы прокуратуры Республики Узбекистан осуществляют ряд ключевых задач, направленных на обеспечение законности, правопорядка и защиту прав граждан. Согласно действующему законодательству, основными функциями прокуратуры являются:
- Надзор за точным и единообразным исполнением законов — прокуратура следит за тем, чтобы государственные органы, предприятия, учреждения, организации, а также должностные лица и граждане соблюдали требования Конституции и законов Республики Узбекистан;[1]

- Поддержание государственного обвинения в судах — участие прокурора в судебном процессе в качестве государственного обвинителя обеспечивает представление и защиту интересов государства в уголовных делах;[2]

- Координация деятельности правоохранительных органов по борьбе с преступностью — прокуратура организует взаимодействие между органами внутренних дел, государственной безопасности, налоговыми и таможенными органами в вопросах предупреждения и расследования преступлений;

- Участие в разработке нормативно-правовых актов — органы прокуратуры вносят предложения по совершенствованию законодательства, участвуют в подготовке проектов законов, указов и других нормативных документов.

Кроме того, прокуратура осуществляет надзор за соблюдением прав и свобод человека, за исполнением законов в местах содержания под стражей, а также за исполнением законодательства о несовершеннолетних.

## Правовая основа
Функции прокуратуры определены следующими основными нормативными актами:
- Конституция Республики Узбекистан (статья 118);
- Закон Республики Узбекистан «О прокуратуре» от 29 августа 2001 года № ЗРУ-220;
- Уголовно-процессуальный кодекс Республики Узбекистан.

1. ↑  Закон Республики Узбекистан «О прокуратуре» от 29 августа 2001 года № ЗРУ-220 — Национальная база данных законодательства Республики Узбекистан (Lex.uz).
2. ↑  Уголовно-процессуальный кодекс Республики Узбекистан — Lex.uz

## Руководство
Генеральную прокуратуру возглавляет Генеральный прокурор Республики Узбекистан. С января 2019 года эту должность занимает Нигматилла Йулдошев.

## Адрес
Штаб-квартира Генеральной прокуратуры расположена по адресу:  
100047, Ташкент, ул. Я. Гулямова, 66.

## Полномочие
- Генеральный прокурор Республики Узбекистан и его подчиненные прокуроры осуществляют контроль за точным и единообразным исполнением законов на территории Республики Узбекистан.
- Единую централизованную систему прокуратуры возглавляет Генеральный прокурор Республики Узбекистан.
- Прокурор Республики Каракалпакстан назначается высшим представительным органом Республики Каракалпакстан по согласованию с Генеральным прокурором Республики Узбекистан.
- Прокуроры областей, районов и городов назначаются Генеральным прокурором Республики Узбекистан.
- Срок полномочий Генеральной прокуратуры Республики Узбекистан, прокурора Республики Каракалпакстан, областных, районных и городских прокуроров составляет пять лет.
- Прокуратура Республики Узбекистан осуществляет свои полномочия независимо от любых государственных органов, общественных объединений и должностных лиц, подчиняясь только закону. В течение срока своих полномочий прокуроры приостанавливают членство в политических партиях и других политически мотивированных общественных объединениях.
- Организация, полномочия и порядок работы прокуратуры определяются законом.
- Создание и деятельность частных кооперативов, общественных объединений и их подразделений на территории Республики Узбекистан, самостоятельно осуществляющих оперативно-розыскные, следственные и иные специальные задачи по борьбе с преступностью, запрещаются.

## Генеральные прокуроры
- Буритош Мустафаев (1992—1998)
- Усман Худайкулов (1998—2000)
- Рашид Кадиров (2000—2015)
- Ихтиёр Абдуллаев (2015—2018)
- Отабек Муродов (2018—2019)
- Нигматилла Йулдошев (2019 — н. в.)